# Råbockakorran
Råbockakorran är en sjö i Simrishamns kommun i Skåne och ingår i Helge å-Nybroåns kustområde.